# Tony Scalzo
Tony Scalzo (6 de maio de 1964 no Havaí) é um músico estadunidense, mais conhecido como o vocalista, tecladista, baixista e guitarrista do trio de rock Fastball. Nasceu no Havaí, mas mudou-se para Austin, Texas, onde fez sua carreira musical. Tony é filho de uma mãe do Arizona e de um pai ítalo-americano da Nova Jérsia que era um fuzileiro naval e lutou na Segunda Guerra Mundial.
É de sua autoria o maior hit do Fastball, "The Way". Em 2013, lançou seu primeiro álbum solo, My Favorite Year.

## Discografia

### Solo
- My Favorite Year (2013)

## Filmografia
- Screw Cupid (2007) (completed) (autor da faixa "Lonely Heart")
- Summer Catch (2001) (autor da vaixa "Every Time She Walks")
- Loser (2000) (autor da faixa "Out Of My Head")
- Charmed (com o Fastball, um episódio em 2000)